# Aipysurus tenuis
Aipysurus tenuis là một loài rắn trong họ Rắn hổ. Loài này được Lönnberg & Andersson mô tả khoa học đầu tiên năm 1913.